# Aldo Semerari
Aldo Semerari (Martina Franca, 8 maggio 1923 – Ottaviano, 1º aprile 1982) è stato uno psichiatra e criminologo italiano.
Era il padre dello psichiatra italiano Antonio Semerari. Verso la metà degli anni settanta, parallelamente alla sua attività medico-forense, ricoprì un ruolo di cerniera tra formazioni dell'eversione di destra, degli ambienti della criminalità organizzata e di frange deviate degli apparati di sicurezza, con l'obiettivo di compiere o far compiere atti di violenza strumentali all'eversione e alla destabilizzazione dell'ordine democratico.
Ha legato il suo nome a diverse vicende oscure della storia italiana durante gli anni di piombo e della strategia della tensione: dalla strage di Bologna, al sequestro del politico democristiano Ciro Cirillo, fino al delitto del giornalista Mino Pecorelli. I suoi propositi ideologico-criminali, spesso perseguiti avvalendosi del supporto di malavitosi comuni, beneficiati attraverso perizie psichiatriche compiacenti, furono la causa del suo assassinio: il 1º aprile 1982, Semerari fu ritrovato decapitato all'interno della sua auto a Ottaviano (NA). Il rapporto con i servizi segreti, ampiamente documentato e confermato, che lo vedevano quindi depositario di segreti e informazioni sensibili ne determinarono, in seguito al crollo psicologico conseguente alla carcerazione, che divenisse scomodo per coloro i quali tali segreti dovevano proteggere. Lo stesso giorno della sua scomparsa, sarà ritrovata suicida, in circostanze più che ambigue, la sua collaboratrice e compagna Maria Fiorella Carraro presso la propria abitazione a Roma.

## Biografia
Professore ordinario di medicina criminologica all'Università degli Studi di Roma "La Sapienza", direttore dell'Istituto di psicopatologia forense e perito tra i più autorevoli e stimati nei tribunali italiani, Semerari divenne noto soprattutto come autore di perizie psichiatriche d'alta scuola e come consulente in molti dei casi giudiziari più rilevanti degli anni settanta come, ad esempio, quello relativo all'omicidio dello scrittore e regista Pier Paolo Pasolini, al "boia di Albenga" Luberti, ai membri del "clan dei marsigliesi", nonché nei processi a carico di mafiosi e di camorristi della Nuova Camorra Organizzata di Raffaele Cutolo.
Fu traduttore in Italia delle opere di Karl Jaspers, nel 1967 firmò con lo psichiatra Basaglia il manifesto italiano della antropofenomenologia di Jaspers.
Ed è proprio attraverso la sua attività professionale medica che Semerari iniziò a prestare i propri servigi scientifici per far ottenere perizie compiacenti a diversi gruppi delinquenziali come la banda della Magliana. È stato consulente psichiatrico per il film Valeria dentro e fuori, diretto da Brunello Rondi e interpretato da Barbara Bouchet.

### I contatti con la banda della Magliana
Come ebbe a riferire il pentito Fulvio Lucioli, componente di spicco della banda tra il 1978 e la fine del 1981:
Circostanze, quelle messe a verbale da Lucioli, confermate anche dal terrorista di destra Paolo Aleandri, il quale ebbe a raccontare dei collegamenti tra Semerari e gli ambienti della malavita organizzata romana.
(Interrogatorio di Paolo Aleandri dell'8 agosto 1990)
Il pentito Maurizio Abbatino su Semerari dirà:

### Il Professore nero
Propugnatore di teorie antisemite, dichiaratamente pagano e adoratore del Sole (consumatore di fegato crudo in occasione dei riti del solstizio), Semerari era solito dormire su un letto in metallo nero, sormontato da una bandiera con la svastica e protetto dai suoi dobermann, cui impartiva solo ordini in tedesco. Fin dai primi anni cinquanta iscritto alla sezione Appia del PCI, poi abbandonata nel 1955 per essere un convintissimo militante della corrente stalinista del Partito Comunista Italiano prima di convertirsi d'improvviso, a partire dai primi anni sessanta, alla destra post-fascista, suggestionato dall'universo dei movimenti politici extraparlamentari come il Movimento Rivoluzionario Popolare, Ordine nuovo e Costruiamo l'azione, l'organizzazione d'ispirazione neofascista nata da un'idea dell'ideologo Paolo Signorelli e di cui Semerari diviene uno dei principali artefici.
Collaboratore del SISMI, il servizio segreto d'informazione militare, il Professore nero, come era soprannominato Semerari dalla stampa del tempo, grazie all'intervento del Gran maestro Gamberin, si iscrisse poi alla Loggia P2, stringendo ancor più i rapporti con il Venerabile maestro Licio Gelli. Questo suo attivismo fece sì che, verso la fine degli anni settanta, la sua professione di criminologo andò ad intrecciarsi sempre più alla sua prospettiva ideologico-criminale e lo portò quindi a contornarsi di ambigue e pericolose frequentazioni legate al mondo della malavita comune e politica e a chiunque potesse concretamente contribuire alla riuscita del suo piano eversivo che consisteva nel creare in Italia un fortissimo clima di tensione e di destabilizzazione finalizzata ad una svolta autoritaria e alla distruzione del sistema democratico. A tal fine, nel 1978, organizzò anche una serie di riunioni politiche nella villa del professor Fabio De Felice a Poggio Catino (RI), con alcuni componenti della banda della Magliana a cui Semerari illustrò la sua strategia eversiva basata sulla collaborazione fattiva tra estremismo di destra e malavita comune: bombe e attentati ad obbiettivi precisi in cambio di perizie e consulenze tecniche al fine di ammorbidire le sentenze in caso di arresti e detenzioni.
Questa sua operosità non rimase però impunita e così, nei suoi confronti, il 28 agosto 1980, la Procura di Bologna su segnalazione del SISDE e dell’UCIGOS emise un ordine di cattura a cui seguì il suo arresto per associazione sovversiva e concorso morale per la strage di Bologna.
Il mandato di cattura emesso verso Semerari, nelle primissime indagini, arriva insieme a quello per esponenti della destra eversiva, raccogliendo in parte il materiale di indagine del giudice Mario Amato. Il nome di Semerari è quello che fa più scalpore, essendo un criminologo di fama: il quotidiano Lotta Continua, il 14 novembre 1980, per primo scrive che Semerari è un massone, inserito nella loggia P2 (su cui ancora non sono avvenute le indagini della Guardia di Finanza). Il nome di Semerari non verrà trovato negli elenchi della P2, ma il fratello confermerà questa appartenenza, nelle dichiarazioni messe a verbale del 30 dicembre 1984: "mio fratello Aldo era iscritto al Grande Oriente d’Italia da molti anni. Vi fu poi il suo passaggio nella loggia massonica P2".
Nella clinica Villa Mafalda dove lavorava, venivano spesso “ospitati” cittadini libici. In quell'estate in Libia Semerari incontrò Muammar Gheddafi. Il professore potrebbe essere stato l’anello di congiunzione tra la P2 e il leader libico e nel periodo tra la strage di Ustica e quella di Bologna ebbe dei contatti anche con gli USA.
Nelle istruttorie i neofascisti pentiti lo individuarono come un elemento di spicco del vertice dei gruppi della destra eversiva di quegli anni. Dopo un anno fu comunque scarcerato e poi prosciolto per mancanza di prove. Ma quell'arresto suonò per lui come un campanello d'allarme, un primo avvertimento per metterlo definitivamente a tacere.
Nel carcere, infatti, il criminologo aveva cominciato a dare segni di cedimento psicologico confidandosi anche con Maurizio Abbatino ed aveva minacciato più volte di vuotare il sacco se i servizi segreti non lo avessero aiutato ad uscire di galera. Il criminologo riuscì così nel suo scopo e venne quindi dapprima ricoverato a villa Mafalda per essere tenuto sotto controllo e, successivamente, scarcerato decretando inconsapevolmente la propria condanna a morte.

### La morte
Il 26 marzo 1982, Aldo Semerari scomparve misteriosamente dal Grand hotel Royal di Napoli, ove soggiornava da qualche tempo. Tre giorni dopo arrivarono due telefonate alla redazione del quotidiano Il Mattino, che ne rivendicavano il sequestro. Il 1º aprile 1982, in viale Elena, a Ottaviano, un passante notò uno strano liquido rossastro fuoriuscire dalla portiera di una Fiat 128, parcheggiata proprio di fronte all'abitazione del camorrista Vincenzo Casillo, «braccio destro» del boss Raffaele Cutolo. I carabinieri del maresciallo Armando M. che intervennero sul posto, notarono adagiata sul sedile accanto al posto di guida una bacinella di plastica insanguinata contenente la testa mozzata del criminologo, tagliata con una sega, mentre il suo corpo con mani e piedi legati avvolto in un sacco di juta fu rinvenuto nel bagagliaio posteriore dell'auto. Semerari era stato sequestrato e portato in un macello clandestino di Ponticelli dove era stato garrotato e poi decapitato; il cadavere era stato quindi appeso per i piedi per favorire un più  rapido dissanguamento.
Come si apprese in seguito, il movente del suo omicidio era da ricercarsi in un episodio avvenuto poco tempo prima il sequestro: il professore, infatti, nella sua qualità di psichiatra forense, si era adoperato per la scarcerazione di un boss della Nuova Camorra Organizzata di Raffaele Cutolo (definito dal Semerari uomo di intelligenza superiore) per poi accettare l'incarico come consulente anche per la fazione opposta, la Nuova Famiglia di Umberto Ammaturo. Una errata mossa strategica che, molto probabilmente, gli costò la vita.
In un'intervista del maggio 2010, Ammaturo, oramai pentitosi, confessò di aver ucciso Semerari e di aver successivamente depositato la sua testa mozzata davanti al castello di Cutolo: "Gli tagliai io la testa (...) perché si era impegnato con noi della Nuova Famiglia a seguire le nostre cose, ed era ben remunerato da me personalmente, ma Cutolo fece ammazzare uno giù alle camere di sicurezza del tribunale e Semerari gli fece una perizia falsa per farlo assolvere. Era un traditore, chi prende un accordo e non lo mantiene è un traditore."
Il giorno dopo il ritrovamento del corpo di Semerari, a Roma, anche la sua collaboratrice e compagna Maria Fiorella Carraro, si tolse la vita (secondo gli investigatori) sparandosi in bocca con una pistola 357 Magnum. Pochi giorni dopo, una banda di scassinatori mai identificati ruppe i sigilli della mansarda della Carraro, sita in via Damiano Chiesa a Roma, mettendo a soqquadro tutte e dieci le stanze. A tutt'oggi si ritiene che la donna possa essere stata uccisa per nascondere una serie di informazioni riservate.
Sempre Abbatino riguardo alla sua morte dirà:

### Il professor Sargeni
La figura di Semerari ha ispirato il personaggio del professor Sargeni (Cervellone) nel libro Romanzo criminale, scritto nel 2002 da Giancarlo De Cataldo e ispirato alle vicende realmente avvenute della banda della Magliana, un ideologo di estrema destra che vorrebbe coinvolgere la banda nel suo disegno eversivo in cambio di perizie psichiatriche compiacenti. Morirà ucciso da Donatella, autorizzata dal Dandi, su richiesta della camorra.
Nell'omonima serie televisiva, diretta da Stefano Sollima, il personaggio compare nella nona puntata della prima stagione e nella quinta e nella sesta puntata della seconda stagione, venendo interpretato da Duccio Camerini.